# Lekaroz
Lekaroz és un dels 15 llocs que conformen la Vall de Baztan, situat a 48 quilòmetres de Pamplona, a Navarra. Comprèn els barris d'Aroztegia, Uharte i Oharriz. El 2010 tenia 341 habitants.
El poble de Lekaroz fou arrasat per les tropes de Francisco Espoz y Mina durant la primera guerra carlina. També hi ha un convent dels frares caputxins on hi ha una escultura de Jorge Oteiza.